# Мексиканець (фільм, 1955)
«Мексиканець» (рос. «Мексиканец») — російський радянський героїко-пригодницький фільм режисера Володимира Каплуновського за мотивами однойменного оповідання Джека Лондона, знятий на кіностудії «Мосфільм» у 1955 році.

## Сюжет
Дія фільму відбувається в Сполучених Штатах на початку 1900-х років. У мексиканських кварталах Лос-Анджелеса, на конспіративній квартирі, група повстанців друкує пропагандистські листівки й збирає гроші на озброєння революційної армії, яка готується до вирішальних битв з військами диктатора Діаса.
До змовників приєднується Феліпе Рівера, який нещодавно перейшов мексиканський кордон. Юнак готовий на будь-яку роботу на благо революції. Він прийнятий за умови, що на ділі доведе свою відданість.
У листах, що надходять з батьківщини, завжди одне прохання — надіслати якомога більше зброї. На її покупку не вистачає грошей, які надходять від мізерних пожертвувань таких же бідняків.
Рівера, гідний син убитого ворогами патріота Хоакіна Фернандеса, приймає рішення брати участь у боксерському поєдинку проти сильного супротивника.
Організатори, були здивовані, його вимоги виплатити переможцеві матчу весь призовий фонд, але через травму основного претендента, змушені випустити на ринг невідомого мексиканця.
Відчуваючи величезну відповідальність перед товаришами, Рівера переможно закінчує бій, відправляє грізного чемпіона в нокаут, і отримує відсутню для покупки зброї суму

## У ролях
- Олег Стриженов — Хосе Фернандес, він же Феліпе Рівера/Хоакін Фернандес
- Борис Андрєєв — Пауліно Вера
- Данило Сагал — Ареллано
- Марк Перцовський — Рамос
- Надія Румянцева — Мей
- Володимир Дорофєєв — Дієго
- Тетяна Самойлова — Маріа
- Лев Дурасов — командир загону
- Михайло Астангов — Келлі
- Георгій Слабіняк — Робертс
- Геннадій Степанов — Денні Уорд
- Леонід Кміт — Спайдер Хегерті, головний секундант
- Євген Моргунов — Майкл
- Георгій Віцин — Білл Карті
- Зана Заноні — мати Рівери

В епізодах:
- Леонід Недовіч — високий бродяга
- Віктор Колпаков — товстий бродяга
- Михайло Медведєв — домовласник
- Максим Греков — Матео
- Сергій Троїцький — суддя
- Анатолій Соловйов — американець
- Микола Кутузов — індіанець
- Микола Граббе — асистент Рівери на рингу
- В. Жуков, Олексій Івашов, О. Мамбетов, Нодар Шашік-огли

## Знімальна група
- Керівник творчої майстерні: Лео Арнштам
- Автор сценарію: Еміль Брагінський
- Режисер-постановник: Володимир Каплуновський
- Оператор-постановник: Сергій Полуянов
- Композитор: Михайло Чулакі
- Текст пісень: С. Болотін, Т. Сікорська
- Художник-постановник: Костянтин Урбетіс
- Режисер: В. Семаков
- Звукооператор: В. Богданкевич
- Диригент: О. Ройтман
- Художник-декоратор: Ф. Богуславський
- Художник по костюмах: К. Єфімов
- Художник-гример: М. Захаров
- Монтаж: Т. Зінчук
- Редактор: І. Ростовцев
- Комбіновані зйомки:
  - Оператори: Б. Горбачов, П. Маланіч
  - Художник: М. Семенов
- Асистенти режисера: Г. Комаровський, М. Каузова
- Асистенти оператора:
  - Л. Пааташвілі
  - М. Кузнецов
  - К. Супоницкий
- Асистент художника: Л. Ряшенцева
- Консультант: Л. Олевський
- Тренер з боксу: В. Михайлов
- Директора: В. Агеєв, М. Левін